# Divariscintilla troglodytes
Divariscintilla troglodytes är en musselart som beskrevs av P. M. Mikkelsen och Bieler 1989. Divariscintilla troglodytes ingår i släktet Divariscintilla och familjen Galeommatidae. Inga underarter finns listade i Catalogue of Life.